# Judasz z Kariothu (film)
Judasz z Kariothu – włoski film z 2001 roku, opisujący życiorys jednego z dwunastu apostołów, Judasza.

## Opis
Twórcy filmu w dosyć swobodny sposób przedstawiają życie Judasza, co wynika m.in. z tego, że w Piśmie Świętym jest mało informacji o tej postaci. Dlatego fabuła filmu została wzbogacona  przez różne poboczne wątki i wydarzenia, a zdradę Judasza próbuje się wyjaśnić widzowi z psychologicznego punktu widzenia.    

## Obsada
- Enrico Lo Verso jako Judasz
- Hannes Jaenicke jako Józef
- Danny Quinn jako Jezus
- Aglaia Szyszkowitz jako Sara
- Francesco Pannofino jako Piotr
- Mathieu Carrière jako Piłat
- Pierfrancesco Favino jako Szymon
- Cyrus Elias jako Ojciec Giudy
- Mehmet Günsür jako Giovanni
- Shel Shapiro jako Otoniel
- Todd Carter jako Kajfasz
- Matt Patresi jako Barabasz
- Giovanni Micoli jako Gesta
- Omar Lahlou jako Disma
- Manfred Zapatka jako Veturius
- Paolo Montevecchi jako Lucio
- Mathias Herrmann jako Longinus
- Athina Cenci jako matka Judasza